# Богословка (Черлакский район)
Богословка — исчезнувшая деревня в Черлакском районе Омской области. Входила в Южно-Подольское сельское поселение. Упразднена в 1983 г.

## История
Основана в 1907 году. В 1928 г. посёлок Богословский состоял из 57 хозяйств. В составе Ивановского сельсовета Крестинского района Омского округа Сибирского края. Колхоз «Червонный Шлях». С 1960-х отделение совхоз «Южноподольский».

## Население
По переписи 1926 г. в посёлке проживало 259 человек (127 мужчин и 132 женщины), основное население — украинцы.